# Fem van Empel
Fem van Empel (Bolduque, 3 de septiembre de 2002) es una deportista neerlandesa que compite en ciclismo en las modalidades de montaña (campo a través), ruta, ciclocrós y grava.
Ganó una medalla de bronce en el Campeonato Mundial de Ciclismo por Eliminación de 2020 y dos medallas en el Campeonato Europeo de Ciclismo de Montaña, en los años 2021 y 2022.
En ciclocrós obtuvo cuatro medallas de oro en el Campeonato Mundial de Ciclocrós entre los años 2023 y 2025, y tres medallas de oro en el Campeonato Europeo de Ciclocrós entre los años 2022 y 2024.
En carretera obtuvo una medalla de bronce en el Campeonato Europeo de Ciclismo en Ruta de 2022, en la prueba de ruta sub-23. Además, obtuvo una medalla de plata en el Campeonato Europeo de Ciclismo en Grava de 2023.

## Medallero internacional
| Campeonato Mundial | Campeonato Mundial | Campeonato Mundial | Campeonato Mundial         |
| Año                | Lugar              | Medalla            | Competición                |
| ------------------ | ------------------ | ------------------ | -------------------------- |
| 2020               | Lovaina (Bélgica)  | Medalla de bronce  | Eliminación                |
| Campeonato Europeo |                    |                    |                            |
| Año                | Lugar              | Medalla            | Competición                |
| 2021               | Novi Sad (Serbia)  | Medalla de plata   | Eliminación                |
| 2022               | Anadia (Portugal)  | Medalla de oro     | Campo a través por relevos |

| Campeonato Europeo | Campeonato Europeo | Campeonato Europeo | Campeonato Europeo |
| Año                | Lugar              | Medalla            | Competición        |
| ------------------ | ------------------ | ------------------ | ------------------ |
| 2022               | Anadia (Portugal)  | Medalla de bronce  | Ruta sub-23        |

| Campeonato Mundial | Campeonato Mundial         | Campeonato Mundial | Campeonato Mundial |
| Año                | Lugar                      | Medalla            | Competición        |
| ------------------ | -------------------------- | ------------------ | ------------------ |
| 2023               | Hoogerheide (Países Bajos) | Medalla de oro     | Individual         |
| 2023               | Hoogerheide (Países Bajos) | Medalla de oro     | Relevo mixto       |
| 2024               | Tábor (República Checa)    | Medalla de oro     | Individual         |
| 2025               | Liévin (Francia)           | Medalla de oro     | Individual         |
| Campeonato Europeo |                            |                    |                    |
| Año                | Lugar                      | Medalla            | Competición        |
| 2022               | Namur (Bélgica)            | Medalla de oro     | Individual         |
| 2023               | Pontchâteau (Francia)      | Medalla de oro     | Individual         |
| 2024               | Pontevedra (España)        | Medalla de oro     | Individual         |

| Campeonato Europeo | Campeonato Europeo     | Campeonato Europeo | Campeonato Europeo |
| Año                | Lugar                  | Medalla            | Competición        |
| ------------------ | ---------------------- | ------------------ | ------------------ |
| 2023               | Oud-Heverlee (Bélgica) | Medalla de plata   | Individual         |

## Palmarés

### Ciclocrós
2020
- Campeonato Mundial sub-23

2021
- 4.ª en la Copa del Mundo
  - Val di Sole
  - Flamanville

2022
- Campeonato Europeo
- 1.ª en la Copa del Mundo
  - Waterloo
  - Fayeteville
  - Tabor
  - Maasmechelen
  - Amberes
  - Dublin
  - Benidorm

2023
- Campeonato Mundial
- Campeonato Europeo

2024
- Campeonato Mundial
- Campeonato Europeo

2025
- Campeonato Mundial

### Ruta
2022
- 3.ª en el Campeonato Europeo sub-23

2023
- 1 etapa del Tour del Porvenir

## Equipos
- Visma (2023-)
  - Team Jumbo-Visma (2023)
  - Team Visma-Lease a Bike (2024-)